# ポゴ鉱山
ポゴ鉱山（ポゴこうざん）は、アメリカ合衆国アラスカ州フェアバンクス市から東へ約145キロに位置する鉱山。金および銀を坑道掘りにより採掘している。 

## 概要
日本の石油天然ガス・金属鉱物資源機構が、海外地質構造調査の一環で発見。住友金属鉱山が現地企業と共同で探鉱の形で引き継ぎ2000年に鉱山開発が始まった。途中、周囲に人工物が存在しない原始的な環境に位置することから自然保護団体からの抗議などを受けるが、環境に配慮する掘削方法、廃水処理方法などを採用し、2006年2月12日に操業を開始した。推定埋蔵量の152トンを年間12トンのペースで採掘するため、約10年ほどで採掘が終了する見込み。当初、住友金属鉱山は51%の権益を有していたが、2009年7月8日、追加出資により85%に引きあげると発表。残り15%は住友商事が取得するため、100%住友系列の鉱山となった。しかし2018年オーストラリアのノーザンスターリソース社に譲渡した。